# Мануель Каппаї
Мануель Каппаї (італ. Manuel Cappai, 9 жовтня 1992, Кальярі) — італійський боксер, призер Європейських ігор та чемпіонату Європи серед аматорів.

## Аматорська кар'єра
2010 року Мануель Каппаї був учасником чемпіонатів світу серед молоді. В подальшому регулярно брав участь в чемпіонатах світу та Європи і різноманітних турнірах впродовж більш ніж десяти років.
На Олімпійських іграх 2012 в категорії до 49 кг програв в першому бою Марку Баррига (Філіппіни) — 7-17.
На чемпіонаті Європи 2013 та чемпіонаті світу 2013 дійшов до чвертьфіналу.
На чемпіонаті Європи 2015 програв у першому бою.
На Олімпійських іграх 2016 в категорії до 49 кг програв в першому бою Ніко Ернандесу (США) — 0-3.
На чемпіонаті Європи 2017 та чемпіонаті світу 2017 в категорії до 52 кг дійшов до чвертьфіналу. У 1/8 фіналу чемпіонату світу Каппаї переміг Дмитра Замотаєва (Україна) — 5-0, а у чвертьфіналі програв Таміру Галанову (Росія) — 0-5.
На Європейських іграх 2019 завоював бронзову медаль.
- В 1/8 фіналу переміг Кірілла Серікова (Естонія) — 5-0
- У чвертьфіналі переміг Нодарі Дарбайдзе (Грузія) — 5-0
- У півфіналі програв Габріелю Ескобару (Іспанія) — 1-4

На чемпіонаті світу 2021 в категорії до 54 кг програв у першому бою майбутньому чемпіону Томоя Цубой (Японія) — 0-5.
На чемпіонаті Європи 2022 завоював бронзову медаль.
- В 1/8 фіналу переміг Захарія Будхи (Білорусь) — 5-0
- У чвертьфіналі переміг Метью Макгейл (Шотландія) — 3-2
- У півфіналі програв Білалу Беннама (Франція) — 0-5